# Normtatsachen
Normtatsachen sind Fakten, die ein Gericht kennen muss, um juristische Obersätze zu bilden oder um unbestimmte Rechtsbegriffe und Generalklauseln auslegen zu können (z. B. übliche Vergütung, Verkehrssitte, Sittenwidrigkeit, verkehrserforderliche Sorgfalt iSd § 276 Abs. 2 BGB, Handelsbräuche iSd. § 346 HGB).
Über Normtatsachen hat das Gericht nach § 293 ZPO von Amts wegen Beweis zu erheben.